# 黑皮鋪
黑皮鋪，將獸皮加工成马具用皮（馬韁繩、馬鞍、馬肚帶、皮鞭）和各種皮具服飾（皮衣、皮甲、皮帽、皮靴）的店铺，中國古代常見商店，尤見於北方。黑皮鋪相對於白皮铺，白皮铺是专门加工貂皮裘、羊皮袄、狗皮帽子、兔皮脖领的铺子。

## 引用來源
1. ↑  张凤凯. . 葫芦岛新闻网. 2018年12月10日  [2020-08-17]. （原始内容存档于2020-08-17）.